# 2075
2075 هي سنة قادمة في التقويم الميلادي ستكون سنة بسيطة تبدأ يوم الأربعاء وهي السنة 75 من الألفية الميلادية الثالثة وسنة من سنوات القرن الحادي والعشرين